# Жупан Вукослав
Жупан Вукослав је био српски властелин из 14. века.
Цар Стефан Душан (краљ 1331—1346, цар 1346—1355) је средином XIV века доделио жупану Вукославу Петрушку област и тај предео се од тог доба назива Пустош Петрус, а сматра се да је он и подигао утврђење чији су остаци данас видљиви. За време његовог властелинства, Петрушка област је доживела економски напредак. Преместио је седиште господара Петрушке области из Градка (околина Горње Мутнице) у утврђење на брду Баба, град Петрус. Истовремено он обнавља цркву посвећену Богородици Марији.
После његове смрти, Петрушка област се дели - Његовом старијем сину Црепу Вукославићу припада северни и источни део те области, а другом Вукославовом сину Држману припада околина планине Баба и јужно од те околине.
Жупан Вукослав је родоначелник властелинске фамилије Вукославићи, коју настављају његови синови Цреп и Држман.
Подигао је манастир Лешје, заједно са синовима Држманом и то на темељима некадашње богомоље, која је извесно овде постојала. На свом поседу подигао је Богородичну цркву у периоду између 1355. и 1360. године и поклонио је манастиру Хиландару.